# Lista de desene cu Daffy Duck
Aceasta este o listă cu toate desenele animate cu Daffy Duck.

## Desene Daffy Duck 1937-1968
Desenele care fac parte din seria Daffy Duck sunt numerotate. Desene în care a fost invitat special nu sunt numerotate.

### 1937
- Porky's Duck Hunt (LT) - Prima apariție a lui Daffy. Într-un desen "Porky Pig".

### 1938
001*Daffy Duck & Egghead (MM) - Primul în seria "Daffy Duck". Singura împerechere Daffy/Egghead.
- What Price Porky (LT) - Într-un desen "Porky Pig".
- Porky & Daffy (LT) - Într-un desen "Porky Pig".
- The Daffy Doc (LT) - Într-un desen "Porky Pig".

002*Daffy Duck in Hollywood (MM)

### 1939
003*Daffy Duck and the Dinosaur (MM)
- Scalp Trouble (LT) - Într-un desen "Porky Pig".
- Wise Quacks (LT) - Într-un desen "Porky Pig".
- Naughty Neighbors - Cameo într-un desen "Porky Pig".

### 1940
Toate desenele îl au ca invitat special pe Porky Pig.
- Porky's Last Stand (LT) - Într-un desen "Porky Pig"

004*You Ought to Be in Pictures (LT)

### 1941
Toate desenele îl au ca invitat special pe Porky Pig.
005*A Coy Decoy (LT)
006*The Henpecked Duck (LT)

### 1942
007*Conrad the Sailor (MM)
008*Daffy's Southern Exposure (LT)
009*The Impatient Patient (LT)
010*The Daffy Duckaroo (LT)
011*My Favorite Duck (LT)

### 1943
012*To Duck or Not To Duck (LT) - Prima împerechere Daffy/Elmer
013*The Wise Quacking Duck (LT)
- Yankee Doodle Daffy (LT) - Într-un desen "Porky Pig".

- Porky Pig's Feat (LT) - Într-un desen "Porky Pig". Cameo de Bugs Bunny.

014*Scrap Happy Daffy (LT)
- A Corny Concerto (MM) - Apariție posibilă - Are un personaj la fel ca Daffy.

015*Daffy - The Commando (LT)

### 1944
Toate desenele îl au ca invidat special pe Porky Pig cu excepția lui Plane Daffy și The Stupid Cupid.
016*Tom Turk and Daffy (LT)
017*Tick Tock Tuckered (LT)
018*Duck Soup to Nuts (LT)
019*Slightly Daffy (MM)
020*Plane Daffy (LT)
021*The Stupid Cupid (LT) - Cu Elmer Fudd.

### 1945
022*Draftee Daffy (LT)
023*Ain't That Ducky (LT)
024*Nasty Quacks (MM)

### 1946
025*Book Revue (LT)
026*Baby Bottleneck (LT) - Cu Porky Pig.
027*Daffy Doodles (MM) - Cu Porky Pig.
028*Hollywood Daffy (MM)
029*The Great Piggy Bank Robbery (LT)

### 1947
030*Birth of a Notion (LT)
031*Along Came Daffy (LT) - Cu Yosemite Sam.
032*A Pest in the House (MM) - Cu Elmer Fudd.
033*Mexican Joyride (LT)

### 1948
034*What Makes Daffy Duck? (LT) - Cu Elmer Fudd. 
035*Daffy Duck Slept Here (MM) - Cu Porky Pig.
036*The Up-Standing Sitter (LT)
037*You Were Never Duckier (MM) - Cu Henery Șoimul.
038*Daffy Dilly (MM)
039*The Stupor Salesman (LT)
040*Riff Raffy Daffy (LT) - Cu Porky Pig.

### 1949
041*Wise Quackers (LT) - Cu Elmer Fudd.
042*Holiday For Drumsticks (MM)
043*Daffy Duck Hunt (LT) - Cu Porky Pig.

### 1950
044*Boobs in the Woods (LT) - Cu Porky Pig.
045*The Scarlet Pumpernickel (LT) - Cu Porky Pig, Elmer Fudd, Henery Șoimul, Sylvester, Melissa Duck. 
046*His Bitter Half (MM)
046*Golden Yeggs (MM) - Cu Porky Pig.
048*The Ducksters (LT) - Cu Porky Pig.

### 1951
- Rabbit Fire (LT) - Trilogia vânătorului: Partea 1 - Cu Bugs Bunny și Elmer Fudd.

049*Drip-Along Daffy (MM) - Cu Porky Pig.
050*The Prize Pest (LT) - Cu Porky Pig.

### 1952
051*Thumb Fun (MM) - Cu Porky Pig.
052*Cracked Quack (MM) - Cu Porky Pig.
- Rabbit Seasoning (MM) - Trilogia vânătorului: Partea 2 - Avându-l în distribuție pe Bugs Bunny și cu Elmer Fudd.

053*The Super Snooper (LT)
054*Fool Coverage (LT) - Cu Porky Pig.

### 1953
055*Duck Amuck (MM)
056*Muscle Tussle (MM)
057*Duck Dodgers in the 24½th Century (MM) - Cu Porky Pig, Marvin Marțianul. Prima împerechere cu Daffy și Marvin.
- Duck! Rabbit, Duck! (MM) - Trilogia vânătorului: Partea 3 - Avându-l în distribuție pe Bugs Bunny, Cu Elmer Fudd.

### 1954
058*Design For Leaving (LT) - Cu Elmer Fudd.
059*Quack Shot (MM) - Cu Elmer Fudd.
060*My Little Duckaroo (LT) - Cu Porky Pig.

### 1955
- Beanstalk Bunny (MM) - Starring Bugs Bunny & Co starring Elmer Fudd.

061*Stork Naked (MM)
- This Is a Life? (MM) - Avându-l în distribuție pe Bugs Bunny. Cu Elmer Fudd, Yosemite Sam, Granny.

062*Dime to Retire (LT) - Cu Porky Pig.
- Sahara Hare (LT) - Avându-l în distribuție pe Bugs Bunny. Cameo de Daffy.

### 1956
063*The High and the Flighty (MM) - Cu Foghorn Leghorn.
064*Rocket Squad (LT) - Cu Porky Pig.
065*Stupor Duck (LT)
- A Star Is Bored (LT) - Avându-l în distribuție pe Bugs Bunny și cu Daffy Duck, Elmer Fudd, Yosemite Sam.

066*Deduce, You Say (LT) - Cu Porky Pig.

### 1957
- Ali Baba Bunny (MM) - Avându-l în distribuție pe Bugs Bunny. Cu Daffy

067*Boston Quackie (LT) - Cu Porky Pig.
068*Ducking the Devil (MM) - Cu Taz. Singura împerechere cu Daffy și Taz.
- Show Biz Bugs (LT) - Avându-l în distribuție pe Bugs Bunny. Cu Daffy

### 1958
069*Don't Axe Me (MM) - Cu Elmer Fudd.
070*Robin Hood Daffy (MM) - Cu Porky Pig.

### 1959
071*China Jones (LT) - Cu Porky Pig.
- People Are Bunny (MM) - Avându-l în distribuție pe Bugs Bunny. Cu Daffy Duck

- Apes of Wrath - Avându-l în distribuție pe Bugs Bunny. Cameo de Daffy

### 1960
- Person To Bunny (MM) - Avându-l în distribuție pe Bugs Bunny.

### 1961
- The Abominable Snow Rabbit (LT) - Avându-l în distribuție pe Bugs Bunny. Cu Daffy Duck

072*Daffy's Inn Trouble (LT) - Avându-l în distribuție pe Porky Pig.

### 1962
073*Quackodile Tears (MM)
074*Good Noose (LT)

### 1963
075*Fast Buck Duck (MM)
- Million Hare (LT) - Avându-l în distribuție pe Bugs Bunny. Cu Daffy Duck

076*Aqua Duck (MM)

### 1964
- The Iceman Ducketh (LT) - Avându-l în distribuție pe Bugs Bunny.

### 1965
077*It's Nice to Have a Mouse Around the House (LT) - Cu Sylvester, Buni, Speedy. Prima împerechere cu Daffy și Speedy.
078*Moby Duck (LT) - Cu Speedy.
079*Assault and Peppered (MM) - Cu Speedy.
080*Well Worn Daffy (LT) - Cu Speedy.
089*Suppressed Duck (LT)
090*Corn on the Cop (MM) - Cu Buni, Porky Pig. Prima împerechere cu Daffy și Porky.
091*Tease for Two (LT) - Cu Popândăii Prostănaci. Singura împerechere cu Daffy și Popândăii Prostănaci.
092*Chili Corn Corny (LT) - Cu Speedy.
093*Go Go Amigo (MM) - Cu Speedy.

### 1966
Toate desenele îi au în distribuție pe Daffy și Speedy.
- The Astroduck (sau Astro Duck) (LT)
- Muchos Locos (MM)
- Mexican Mousepiece (MM)
- Daffy Rents (LT)
- A-Haunting we will Go (LT) - Cu Vrăjitoarea Hazel.
- Snow Excuse (MM)
- A Squeak in the Deep (LT)
- Feather Finger (MM)
- Swing Ding Amigo (LT)
- A Taste of Catnip (MM)

### 1967
All cartoons co-star Daffy and Speedy.
- Daffy's Diner (MM)
- Quacker Tracker (LT)
- Music Mice-tro[1] (MM)
- The Spy Swatter (LT)
- Speedy Ghost to Town (MM)
- Rodent to Stardom (LT)
- Go Away Stowaway (MM)
- Fiesta Fiasco (LT)

### 1968
All cartoons co-star Daffy and Speedy.
- Skyscraper Caper (LT)
- See Ya Later Gladiator (LT) - Ultimul desen cinematografic „Daffy Duck” până în 1980.

## Producții de mai târziu

### 1972
- The ABC Saturday Superstar Movie: "Daffy Duck and Porky Pig Meet the Groovie Goolies"

### 1980
- The Yolk's on You (parte din Daffy Duck's Easter Egg-Citement)
- The Chocolate Chase (parte din Daffy Duck's Easter Egg-Citement)
- Daffy Flies North (parte din Daffy Duck's Easter Egg-Citement)
- Duck Dodgers and the Return of the 24½th Century - Primul desen teatral „Daffy Duck” începând din 1968. A doua împerechere cu Daffy și Marvin

### 1987
- The Duxorcist - Cu Melissa

### 1988
- The Night of the Living Duck - Ultimul desen unde Daffy este jucat de Mel Blanc.

### 1990
- Box-Office Bunny (LT) - Avându-l în distribuție pe Bugs Bunny, jucat de Jeff Bergman

### 1991
- (Blooper) Bunny - Avându-l în distribuție pe Bugs Bunny, jucat de Jeff Bergman

### 1992
- Invasion of the Bunny Snatchers (LT) - Avându-l în distribuție pe Bugs Bunny, jucat de Jeff Bergman

### 1996
- Superior Duck - jucat de Frank Gorshin

### 2003
- Attack of the Drones - jucat de Jeff Bennett
- Duck Dodgers Serial TV, jucat de Joe Alaskey

### 2004
- Daffy Duck for President - jucat de Joe Alaskey

### 2006
- Bah, Humduck! A Looney Tunes Christmas - jucat de Joe Alaskey

### 2011
- The Looney Tunes Show - jucat de Jeff Bergman

### 2012
- Daffy's Rhapsody - jucat de Mel Blanc